# Dampfblasenkoeffizient
Der Dampfblasenkoeffizient (auch Kühlmittelverlustkoeffizient oder Voidkoeffizient genannt) ist ein Maß für die Veränderung der Reaktivität eines Kernreaktors bei Bildung von Dampfblasen im Kühlmittel, im Moderator oder im Flüssigbrennstoff (beim Dual-Fluid-Reaktor). Eine Reaktivitätsänderung, die nicht ausgeglichen wird, hat ihrerseits Änderungen der Wärmeleistung des Reaktors zur Folge. Deshalb ist der Dampfblasenkoeffizient wichtig für die Sicherheit des Reaktors.
Die Bezeichnung Dampfblasenkoeffizient wird hauptsächlich bei Siedewasserreaktoren benutzt, bei denen die Dampferzeugung im Reaktorkern Betriebszweck ist. Bei allen anderen Reaktortypen ist Blasen- oder Hohlraumbildung eine Abweichung vom Normalbetrieb, und hier wird vom Kühlmittelverlust- oder Voidkoeffizienten (von englisch „void“ – Hohlraum) gesprochen. Physikalisch handelt es sich um dieselbe Größe.
Der Dampfblasenkoeffizient ist ein Beispiel für einen Reaktivitätskoeffizienten.

## Erklärung und Definition
Als Reaktorkühlmittel dient bei den meisten Reaktortypen unter Druck stehendes Wasser, bei anderen flüssiges Metall, flüssiges Salz oder Gas (hauptsächlich Helium oder CO2). Bei zu Forschungszwecken verwendeten Schwimmbadreaktoren auch Wasser unter Umgebungsdruck. Sobald die Kerntemperatur auf Werte oberhalb des Siedepunktes bei gegebenem Druck ansteigt, beginnt ein flüssiges Kühlmittel zu sieden, wodurch Dampfblasen entstehen, also Hohlräume im Kühlmittel (beim Siedewasserreaktor ist das der normale Betriebszustand). Fällt – zum Beispiel durch ein Leck – der Druck im Reaktordruckbehälter ab, kann es ebenfalls zum Sieden des Kühlmittels kommen. Die normale Betriebstemperatur von Druckwasserreaktoren liegt über 300 °C – fällt der Druck auf atmosphärisches Niveau, siedet schlagartig so viel Wasser, bis das verbleibende Wasser durch Entziehung der Verdampfungsenthalpie auf 100 °C abgekühlt ist. Durch Verlust des Kühlmittels kann es ebenfalls zur Bildung von Hohlräumen kommen (Kühlmittelverluststörfall). Im schlimmsten Fall fällt der Kern komplett trocken, was – auch bei negativem Dampfblasenkoeffizient – zur Kernschmelze führen kann.
Das flüssige Kühlmittel dient meist auch als Moderator und wirkt außerdem unvermeidlich in einem gewissen Maß als Neutronenabsorber. Die Gasblasen, also das dampfförmige Kühlmittel, zeigen aufgrund ihrer viel geringeren Dichte viel weniger Wirkung als das flüssige Kühlmittel, wodurch sich der Neutronen-Multiplikationsfaktor {\displaystyle k} (siehe Kritikalität) ändert. Für eine kleine Änderung des Blasenanteils am Gesamt-Kühlmittelvolumen ist die entsprechende Änderung {\displaystyle \delta \rho } der Reaktivität {\displaystyle \rho =(k-1)/k} proportional der prozentualen Volumenänderung {\displaystyle \delta V}; die Proportionalitätskonstante ist der Dampfblasenkoeffizient
{\displaystyle \alpha ={\frac {\delta \rho }{\delta V}}} .
Der Dampfblasenkoeffizient eines Reaktors mit flüssigem Moderator und/oder Kühlmittel kann, je nach Konstruktion, in allen Betriebszuständen positiv oder in allen Betriebszuständen negativ sein oder auch abhängig vom Betriebszustand sein Vorzeichen wechseln. Bei Reaktoren, deren Kern keine Flüssigkeiten enthält, gibt es naturgemäß keine Blasenbildung und keinen Dampfblasenkoeffizienten.
Bei – bisher noch nicht praktisch umgesetzten – Reaktoren mit überkritischen Kühlmitteln kann durch Druckabfall ebenfalls ein Übergang des Kühlmittels in die weniger dichte Gasphase erfolgen, was dann analoge – wenn auch weniger starke – Konsequenzen hat, da der Dichteunterschied zwischen überkritischen Fluiden und Gasphase geringer ist als zwischen Flüssigkeit und Gasphase. Die Dichte von überkritischem Wasser am kritischen Punkt beträgt zum Beispiel rund 32 % der Dichte von flüssigem Wasser.
Typische Zahlenwerte des Dampfblasenkoeffizienten {\displaystyle \alpha } für einen Siedewasserreaktor sind z. B.:
−1,2·10−3/Vol.-% bei 20 % Blasenanteil,
−1,6·10−3/Vol.-% bei 40 % Blasenanteil.

## Positiver Dampfblasenkoeffizient

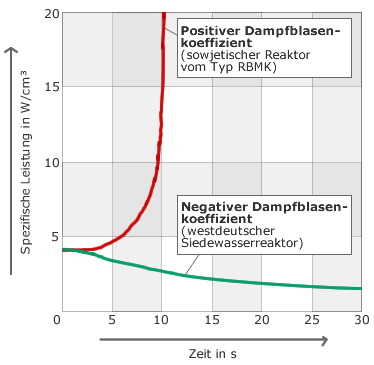
Zeitlicher Verlauf der Reaktorleistung nach einem Kühlmittelverlust bei negativem und bei positivem Dampfblasenkoeffizienten

Ein positiver Dampfblasenkoeffizient bedeutet, dass sich die thermische Leistung eines Reaktors erhöht, wenn sich im Kern Gasblasen bilden oder Hohlräume durch den Verlust von Kühlmittel entstehen. Bei genügend großem Dampfblasenkoeffizienten und einem nicht ausreichend schnellen Regelsystem kann sich eine nicht mehr steuerbare positive Rückkopplung ergeben, sodass das gesamte Kühlmittel in kürzester Zeit verdampft.
Dieser Fall trat durch Fehlbedienung beim Reaktorunfall von Tschernobyl ein, bei dem ein Kernkraftwerksreaktor des Typs RBMK mit positivem Dampfblasenkoeffizienten außer Kontrolle geriet. Als Moderator dient bei diesem Typ nicht das Kühlwasser, sondern außerhalb der Druckrohre angebrachte Blöcke aus Graphit. Die zu hoch gewordene Wärmeleistung führte zu erhöhter Verdampfung des Wassers. Da Wasserdampf eine viel geringere Dichte als Wasser hat, wurden jetzt weniger der aus dem Graphit zurückdiffundierenden thermischen Neutronen auf dem Weg zum Brennstoff absorbiert, die Reaktivität also erhöht. In Verbindung mit weiteren konstruktiven Besonderheiten führte dies zur prompten Überkritikalität von Teilbereichen des Reaktorkerns und damit zur Katastrophe. Im weiteren Verlauf des Unfalls kam es zu Druckabfall in den verbleibenden Druckröhren (der „Deckel“ war durch die vorherigen Ereignisse etliche Meter in die Luft geschleudert worden), wodurch das Wasser in diesen schlagartig verdampfte, und die Reaktivität weiter erhöhte. Erst durch die weiter um sich greifende Zerstörung des Reaktors und den einsetzenden Graphitbrand sowie durch Löschversuche der Einsatzkräfte wurde die Leistungsexkursion beendet und das Reaktorwrack wieder unterkritisch.
Auch beim Reaktortyp CANDU ist der Kühlmittelverlustkoeffizient positiv, jedoch so klein, dass entsprechende Leistungsänderungen durch die Reaktorsteuerung leicht beherrscht werden. Ein CANDU besitzt – anders als die meisten Leichtwasserreaktoren – zwei komplett voneinander unabhängige Systeme der Notabschaltung. Neben dem erheblichen Inventar an – nicht unter Druck stehendem – schwerem Wasser als Moderator (neben dem unter Druck stehenden schweren Kühlwasser), welches aufgrund seiner Temperatur weit unterhalb des Siedepunkts als Wärmesenke dienen kann, führt auch die Freisetzung von Neutronen durch Photodesintegration von Deuterium, welche im Normalbetrieb einen kleinen, aber relevanten Teil des Neutronenflusses ausmacht und bei Abwesenheit des Kühlmittels nicht mehr erfolgt, zu passiver Sicherheit trotz positivem Void-Koeffizient in bestimmten Bereichen.

## Negativer Dampfblasenkoeffizient
Ein negativer Dampfblasenkoeffizient bedeutet, dass sich die thermische Leistung im Normalfall verringert, wenn sich in Kühlwasser oder Moderator Hohlräume bilden. Es bedeutet allerdings auch, dass sich die Reaktivität erhöht, wenn die Größe der Hohlräume abnimmt; dies kann z. B. in einem Siedewasserreaktor bei plötzlichem Druckanstieg vorkommen, etwa wenn versehentlich Dampfleitungen abgeriegelt werden.
Bei „normalen“ Leichtwasserreaktoren dient das Kühlmittel zugleich als Moderator. Die Reaktoren sind leicht untermoderiert ausgelegt, d. h., eine Verringerung der Moderatormenge verringert unter allen Umständen die Reaktivität. Solche Reaktoren mit stets negativem Dampfblasenkoeffizienten werden gelegentlich als inhärent stabil oder eigenstabil bezeichnet.
Diese Stabilität ist aber nicht mit einer sogenannten „inhärenten Sicherheit“ des Reaktors zu verwechseln. Zum Beispiel ändert auch ein negativer Dampfblasenkoeffizient nichts daran, dass blasendurchsetztes Wasser weniger wirksam kühlt, und vor allem nichts an der Nachzerfallswärme, die bei einem großen Kühlmittelverluststörfall und Versagen jeder Notkühlung zur Kernschmelze führen kann. So ist beim Störfall im März 1979 beim Kernkraftwerk Three Mile Island, einer Anlage mit negativem Dampfblasenkoeffizienten, eine partielle Kernschmelze erfolgt. Auch im Kernkraftwerk Fukushima I kam es im März 2011 zu einem solchen Unfall. Durch die bedeutend geringeren Energiemengen, das Ausbleiben eines Graphitbrandes (welcher im Falle Tschernobyl Radionuklide mit den Rauchgasen breitflächig verteilt hat) und ein zumindest teilweise (Fukushima) oder gänzlich (Three Mile Island) standhaltendes Containment gingen diese Kernschmelzen jedoch bedeutend glimpflicher ab. So gab es in keinem der beiden „westlichen“ Unglücke Fälle akuter Strahlenkrankheit, keine Todesfälle am Unfalltag oder den Wochen und Monaten danach und bedeutend geringere Freisetzungen von Radionukliden, insbesondere 131I, 137Cs und 90Sr.

### Streckbetrieb
Der Effekt, dass die Reaktivität steigt, wenn die Temperatur des Kühlmittels sinkt, wird auch beim so genannten „Streckbetrieb“ genutzt. Streckbetrieb bezeichnet die Technik, „ausgebrannte“ Brennelemente bei verminderter und stetig abnehmender Leistung länger zu benutzen. Dies kann nötig sein, wenn ohnehin die Stilllegung ansteht und ein weiterer Brennstoffzyklus nicht ökonomisch wäre, wenn keine neuen Brennelemente verfügbar sind oder wenn eine Abschaltung (wie sie bei Leichtwasserreaktoren zum Austausch der Brennelemente nötig ist) hinausgezögert werden soll.
Um einen möglichst hohen Abbrand (englisch Burnup) zu ermöglichen, beinhalten frische Brennelemente mehr spaltbares Material als zur Aufrechterhaltung der Kettenreaktion nötig ist. Um diese Überschussreaktivität abzufangen, bedient man sich Steuerstäben, Wasserborierung und – teilweise in die Brennelemente integrierter – „sich verbrauchender“ Neutronengifte (englisch burnable poison). Sind am Ende eines Brennstoffzyklus all diese Werte auf Null bzw. den sicherheitstechnischen Minimalwerten, kommt die Temperatur des Kühlmittels ins Spiel. Sinkt in einem Druckwasserreaktor die Temperatur des Kühlmittels, dann werden – wegen seiner höheren Dichte – mehr Neutronen abgebremst (moderiert). Dies geschieht (im Durchschnitt) – wegen der niedrigeren Temperatur – langsamer. Dadurch steigt die Wahrscheinlichkeit für Neutroneneinfang und – bei Verwendung von 235U-haltigen Brennstoff – auch die Wahrscheinlichkeit für Kernspaltung. Kritikalität kann damit bei geringerem Neutronenfluss aufrechterhalten werden. Allerdings sinkt durch die niedrigere Temperatur auch die Carnot-Effizienz. Darüber hinaus sind Dampferzeuger, Turbine usw. üblicherweise auf die Bedingungen des Normalbetriebs ausgelegt, nicht auf jene des Streckbetriebs. Da die Kosten des Brennstoffs verglichen mit allen anderen Kosten – vor allem Kapitalkosten – kaum ins Gewicht fallen, ist Streckbetrieb nur selten wirtschaftlich sinnvoll.